# Voice of Cards できそこないの巫女
『Voice of Cards できそこないの巫女』（ボイス・オブ・カーズ できそこないのみこ、Voice of Cards: The Forsaken Maiden）は、2022年に発売されたコンピューターゲーム。ヨコオタロウがクリエイティブディレクターを務めた。開発はエイリム。発売はスクウェア・エニックス。プラットフォームはPlayStation 4、Steam、Nintendo Switch。2023年にはスマートフォン版もリリースされた。

## 概要
2021年に発売された『Voice of Cards ドラゴンの島』の第2作であるが、ストーリー上の接点は無い。
PlayStation 、Nintendo Switch版は2022年2月17日にダウンロード専用で発売。Steam版は同年2月18日に発売された。

## 相違点
第1作とは以下の様な相違点、共通点がある。
- ゲームマスターは速水奨。
- 基本的なシステムは同じ。
- 同じグラフィックのモブキャラクターも登場する。マッチョも健在。
- 目的地のマス（カード）は裏返った状態でも光っているため、目的地が分かりやすくなった。
- 主人公とヒロインの他に、各章ごとに加わる巫女と従者の計4名での戦闘となる。巫女と従者がいない場合はラックを含めて3名。
- 主人公の目的が第1作の主人公と比べて真面目。
- ストーリーそのものは第1作が「王道」であったのと比べると、憎悪と狂気、悲痛といった要素がより濃くなっている。
- 巫女と従者の2人がいて発動できる「連携スキル」が登場。必要となるジェムは多いが、大きな効果が得られる。ゲームを進めると主人公とラティの2人でも使用可能となる。

## スタッフ
- ヨコオタロウ - クリエイティブディレクター[2]
- 齊藤陽介 - エグセクティブ・プロデューサー[2]
- 岡部啓一（MONACA） - ミュージックディレクター[2]
- 藤坂公彦 - キャラクターデザイナー[2]
- 三村麻亜沙（エイリム） - ディレクター[2]
- 和田侑樹 - シナリオライター[2]

## あらすじ
美しい海に浮かぶ諸島は、その島々に「精霊」が住み、「巫女」と呼ばれる女性と、巫女を守る「従者」が組んで、代々、島を維持するために精霊を生き永らえさせてきた。
主人公の住む「終わりの島」は、巫女がおらず、やがて沈んでしまう運命にあり、村長をはじめ住民は滅びを受け入れていた。しかし、主人公だけは滅びの運命を受け入れておらず、島の「精霊の塔」で出会った精霊を自称するラックに導かれ、声を出せない少女・ラティを巫女にすべく、周辺諸島の4人の巫女を巡る航海へと旅立つ。
東西南北4つの島の巫女、従者と出会い、彼女らとの友情を育み、ラティを巫女に戻すのに必要とされる4つの「巫女の器」を手に入れて島に戻って来るが、「島喰い」と呼ばれる巨大な魔物が島に来襲する。赤ノ巫女らの助けと村長や村人の助けを借りて島喰いを倒し、村長や村人が心の底からラティを疎外していたわけではないことを知る。
ラティの心の世界へ赴き心の傷を癒すことに成功するが、全ては衰退する精霊たちの未来のためにと精霊王たるラックが画策したことでもあった。本来なら強い巫女の力をもつラティの巫女としての能力を復活させ、その心の中に精霊たちを住まわせて安息の地にしようとしたのであった。
バランとラティはラックを打ち倒すが、ラティは自分の心の中に精霊を住まわせ、島々を護ることを承諾する。
時は流れ、「始まりの島」と呼ばれるようになっていた島の少年が精霊の塔へと入り込む。少年がそこで見つけたものは、島に永遠の平和をもたらしたとされる祭壇で眠り続ける「始まりの巫女」と傍らに置かれた錆び付いた剣であった。

## 主な登場人物
バラン / Barren
名前の変更が可能。
難破船を修理し、ラティの巫女の力を取り戻し、島を救うために冒険に旅立つ。
ラティ / Laty
ヒロイン。声が出せない。
先代巫女の娘であり、次代の巫女として修業を行っていたが、母が姿を消してから（父の言では精霊の元へ行った）修行も巧くいかず、ついには「やくたたず」と父に近海の孤島へ閉じ込められた。その際に泣きはらして声が出なくなった。どうにかして孤島を脱し、元の島の海岸で倒れていたところをバランに発見され、保護されている。
父（村長）や村の住人たちから疎外されていたのは、巫女でなくなればラティが精霊への生贄とならずに済むためであり、村ぐるみで嘘をついていたのであった。
ラック / Lac
自称「精霊」。ぬいぐるみ状の身体をしている。
青ノ巫女
南の島。
フィーラ / Phia
常に笑顔で、自由奔放な巫女。進んで精霊への生贄となり消滅した。
ハイド / Hyd
本人は装飾品を作る職人になりたかったが、血筋や伝統もあり意に沿わぬ従者となる。フィーラとは恋人然の振る舞いをしていたが、これも巫女であるフィーラの希望に沿うもので、本人の意ではない。
赤ノ巫女
西の島。
ルビア / L'via
巫女。先代巫女の子ども。正式には巫女を継いではいない。
力不足もあり、住人たちからも誹られており、グラジオの指導の下、男（少年）として腕を磨いている。
グラジオ抜きで闘技会に参加し、決勝戦でグラジオを討ち破ったことで、住人たちからも認められ正式に巫女となる。
グラジオ / Gladio
従者。赤い鎧に身を包んだ壮年の男性。実力も高く、住人たちからも尊敬されている。
白ノ巫女
北の島。
北の島では永遠の繁栄のために巫女を「生産」しており、ランカと瓜二つの少女たちを地下の学校で「教育」し、成績優秀なものを巫女にしている。
ランカ / Lanca
巫女。高潔ではあるが、少々高飛車。
任務を達成できず、再教育されていたところをバランらに救われ、島の外に逃げようとするが、バランとラティを逃がすために追っ手に立ち向かって討たれクリムともども死亡。
クリム / Crym
従者で女性。姿が瓜二つの他の巫女候補とランカの区別がつく。
黒ノ巫女
東の島。
ここ数代、巫女による儀式が成功しておらず、島全体が沼地に飲まれかけている。また、魔物も跳梁している。
クイーナ / Queni
不幸体質の巫女。沼にはまり込んだり、召喚されて空中から現れた際には頭から落ちるなど。
実はブライトの子を宿しており、祭壇に巣を作っていた魔物の群れを退治した後に娘のクロエを産み、死亡する。
ブライト / Blight
従者。第1作のヴァルツと同じグラフィック。